# سیارک ۳۲۸۱۰
سیارک ۳۲۸۱۰ (به انگلیسی: 32810 Steinbach، نامگذاری:1990TS10)۳۲۸۱۰مین سیارک کشف شده‌است که در ۱۰ اکتبر ۱۹۹۰ کشف شد.